# Adenomera araucaria
Adenomera araucaria е вид жаба от семейство Жаби свирци (Leptodactylidae). Видът не е застрашен от изчезване.

## Разпространение
Разпространен е в Бразилия.